# Крэкнелл, Джеймс
Дже́ймс Э́двард Крэ́кнелл (англ. James Edward Cracknell; род. 5 мая 1972, Саттон, Большой Лондон) — британский гребец, двукратный олимпийский чемпион (2000 и 2004), 6-кратный чемпион мира, победитель регаты Оксфорд — Кембридж в составе команды Кембриджа (2019). Офицер ордена Британской империи (OBE, 2004).

## Карьера

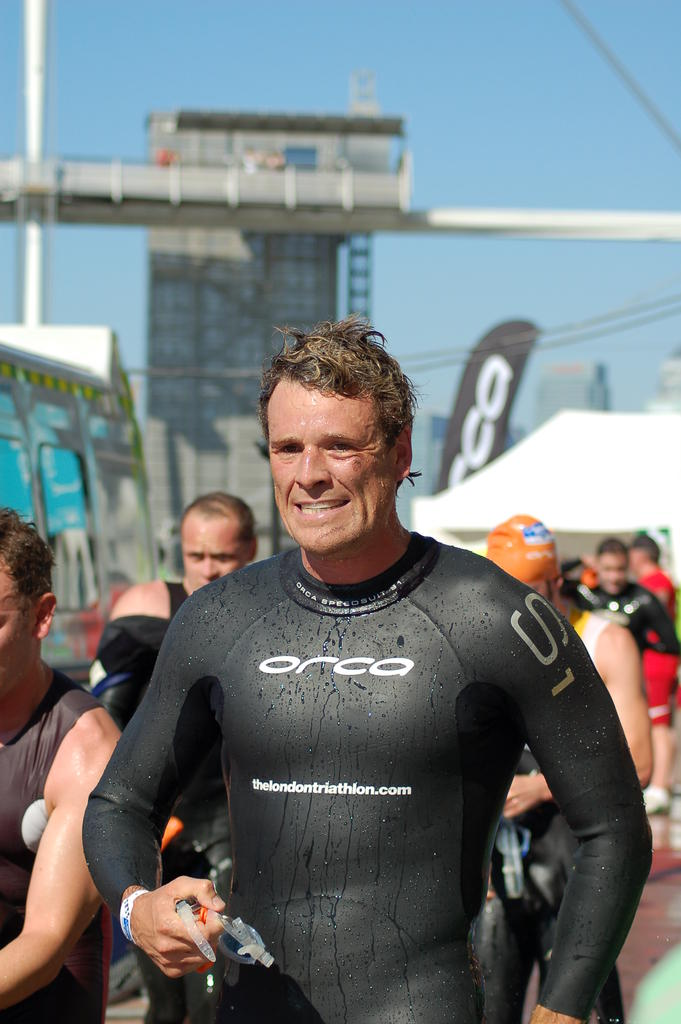
2007 год

Закончил Редингский университет по специальности социально-экономическая география.
Чемпионом мира впервые стал в 1997 году.
В 2000 году выиграл олимпийское золото Сиднея в четвёрках распашных без рулевого вместе со Стивом Редгрейвом, Тимом Фостером и Мэттью Пинсентом. В финале британцы на 0,38 сек опередили команду Италии.
На Олимпиаде 2004 года в Афинах Крэкнелл в составе четвёрки вместе с Стивом Уильямсом, Эдом Кудом и Мэттью Пинсентом вновь выиграл золотую медаль. Борьба в финале была ещё более упорной, чем в 2000 году, канадцы проиграли британцам всего 0,08 сек.
Шестикратный чемпион мира.
4 марта 2006 года был обворован, у него украли олимпийские награды, обручальное кольцо, компьютер. Медали нашла соседская собака, вор был пойман и осуждён.
23 апреля 2006 года пробежал Лондонский марафон, показав результат около 3 часов, более чем на час опередив своего бывшего партнёра по гребле Мэттью Пинсента.
После окончания карьеры в гребле стал выступать в триатлоне, а также в различных забегах.
В 2017 году пробежал марафон за 2:47:12, показав один из лучших результатов среди непрофессиональных бегунов.
В 2019 году стал победителем регаты Оксфорд — Кембридж в составе команды Кембриджа. 46-летний Крэкнелл стал самым возрастным победителем этой знаменитой регаты.

## Личная жизнь
В 2002 году женился на телеведущей Бев Тёрнер (англ. Bev Turner, род. 1973). У пары трое детей — сын и две дочери. В марте 2019 года пара рассталась после 19 лет брака. В августе 2021 года Крэкнелл женился на Джордан Коннелл.